# Luis de Moscoso Alvarado
Luis de Moscoso Alvarado (1505 Badajoz, Španělsko – 1551 Peru) byl španělský conquistador, který procestoval území dnešní Střední Ameriky a povodí řeky Mississippi a také Ekvádor a Peru.

## Životopis
Luis de Moscoso Alvarado se narodil v Badajoz ve Španělsku roku 1505. Jeho rodiče byli Alonso Hernández Diosdado Mosquera de Moscoso a Isabel de Alvarado. Jeho strýcem byl také španělský conquistador Pedro de Alvarado, který pronikl do vnitrozemí dnešního Mexika a Střední Ameriky. Jeho bratry byli Juan de Alvarado a Cristóbal de Mosquera. Po příchodu do Ameriky doprovázel svého strýce Pedra de Alvarada a podílel se na dobytí dnešního Mexika, Guatemaly a Salvadoru. Dne 8. května 1530 založil město San Miguel de la Frontera, San Miguel Department v Salvadoru. V roce 1534 odjel opět se svým strýcem do Peru. Expedice postupovala přes Ekvádor, kde ho strýc pověřil průzkumem tohoto území. Luis objevil několik kmenů v provincii Manabi.
Po návratu z Peru se spojil s conquistadorem Hernandem de Sotem, ale po roztržce Diega de Almagro s Franciscem Pizarrem se společně se Hernandem de Sotem roku 1536 vrátil do Španělska. Ve Španělsku přišli o většinu majetku. V roce 1538 se vratil znovu na Kubu společně s Hernandem de Sotou s vidinou opětovného získání bohatství. Odtud se 1539 vypravili s loďstvem, 660 muži a 213 koni na Floridu s cílem nalézt dále ve vnitrozemí území bohaté na zlato a také průjezd do Tichého oceánu. Přistáli v zálivu Tampa na západním pobřeží Floridy, odkud se vydali přímo na severozápad a přes dnešní Georgii a Jižní Karolínu došli až k pramenům Altamahy a Savannahy, poté se vrátili přes dnešní Alabamu k moři. Celou cestu si razili násilím a krutostí. Po delším odpočinku se vypravili znovu na sever, poblíže dnešního Memphisu překročili v květnu 1541 řeku Mississippi a přes Arkansas došli až k hornímu toku White Riveru v Oklahomě. Protože zde nenalezli očekávané bohatství, obrátili se zpět na jih k Red Riveru, podél které došli opět k řece Mississippi. Na břehu této řeky 21. května 1542 zemřel Hernando de Soto na zimnici.
Luis de Moscoso Alvarado se ujal vedení zbytku výpravy čítající 300 mužů, proplul po řece Mississippi 1000 km až k ústí této řeky. Odtud se expedice pokusila dostat po souši do Mexika, avšak sucho a nedostatek vody ji donutili k návratu k Mississippi, odtud znovu ale tentokrát na člunech odplula podél pobřeží až dospěla v září roku 1543 k řece Pánuco v Mexiku, kde vstoupil do služeb místokrále Nového Španělska Antonia de Mendozy. Přestože polovina mužů zahynula a hlavního cíle, najít zlato nebylo dosaženo, znamenala výprava neobyčejné obohacení zeměpisných znalostí. Během čtyř let prošla územím o rozloze 600 tisíc km², první pronikla do jižní oblasti dnešních Spojených států amerických, objevila a proplula dolní Mississippi a na severozápadě se skoro dotkla území, které současně prozkoumával Francisco Coronado od Kalifornského zálivu. Zpráva jednoho z účastníků (Portugalce) byla vydána anglicky pod titulem "The Discovery and Conquest of Terra Florida", L. 1851. V roce 1550 doprovázel Antonia de Mendozu do Peru. Luis Moscoso krátce po příchodu do Peru v roce 1551 zemřel.